# Dolmen von Peyralade

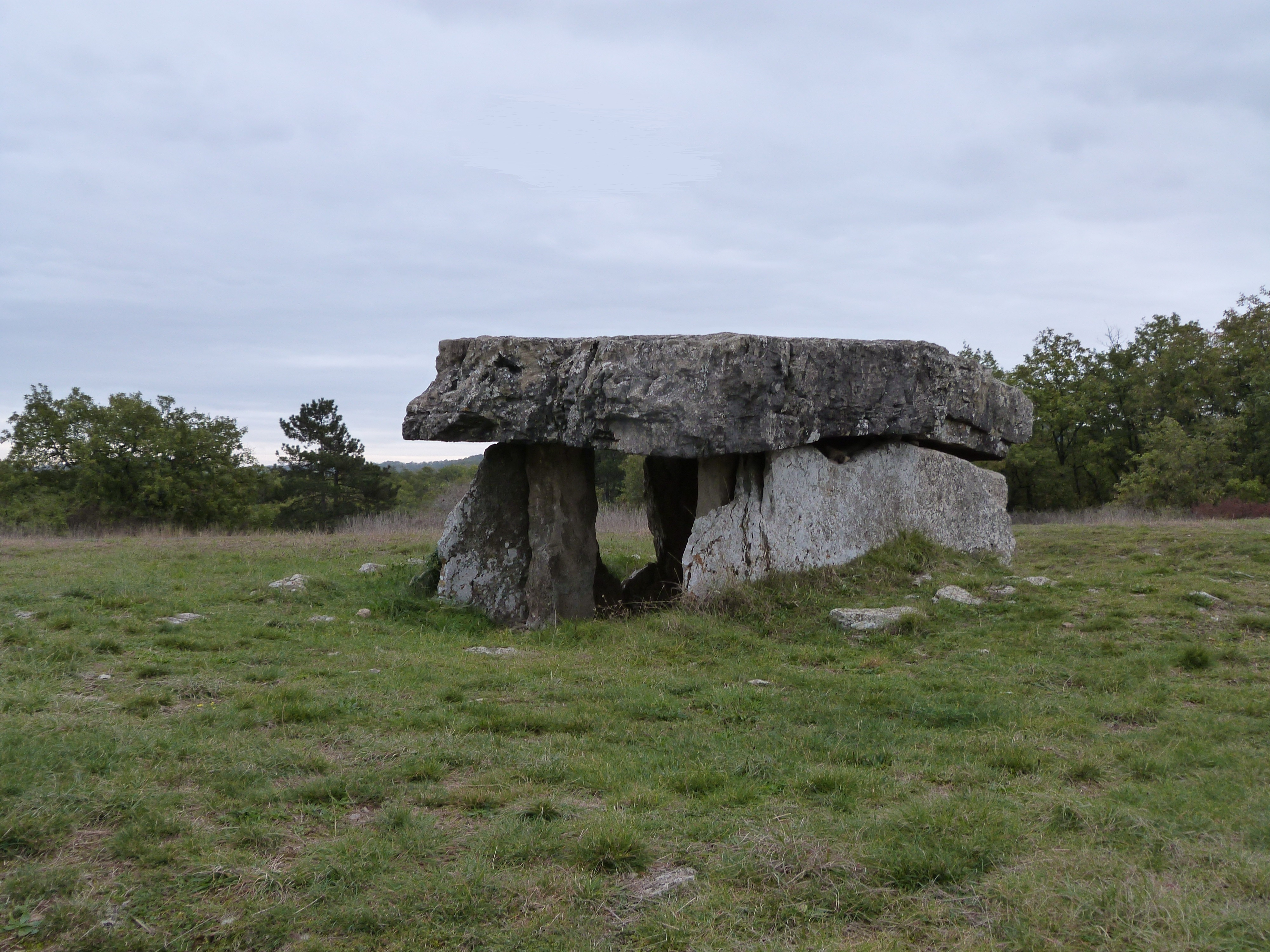
Dolmen von Peyralade

Der Dolmen von Peyralade (auch Peyrelevade oder Dolmen von Vaour genannt) liegt nördlich von Vaour südlich des Flusses Aveyron im Département Tarn in Südfrankreich. Dolmen ist in Frankreich der Oberbegriff für Megalithanlagen aller Art (siehe: Französische Nomenklatur).
Der Dolmen, der größte des Tarn, steht etwa 2,0 km von Vaour in Richtung Saint-Antonin in der namengebenden Ortschaft La Peyre auf einer Verkehrsinsel. Der etwa 5,0 × 3,0 m große gebrochene Deckstein liegt hoch über dem Boden auf zwei langen Seitentragsteinen (und vier zusätzlichen modernen Unterstützungen), die eine nach Südosten ausgerichtete Kammer von etwa 4,0 × 2,0 m bilden. Spuren des Grabhügels, der einst den etwa 2000 v. Chr. errichteten Dolmen bedeckte, sind noch sichtbar.
Der Dolmen ist als Monument historique denkmalgeschützt.

Dolmen von Peyralade Vaour
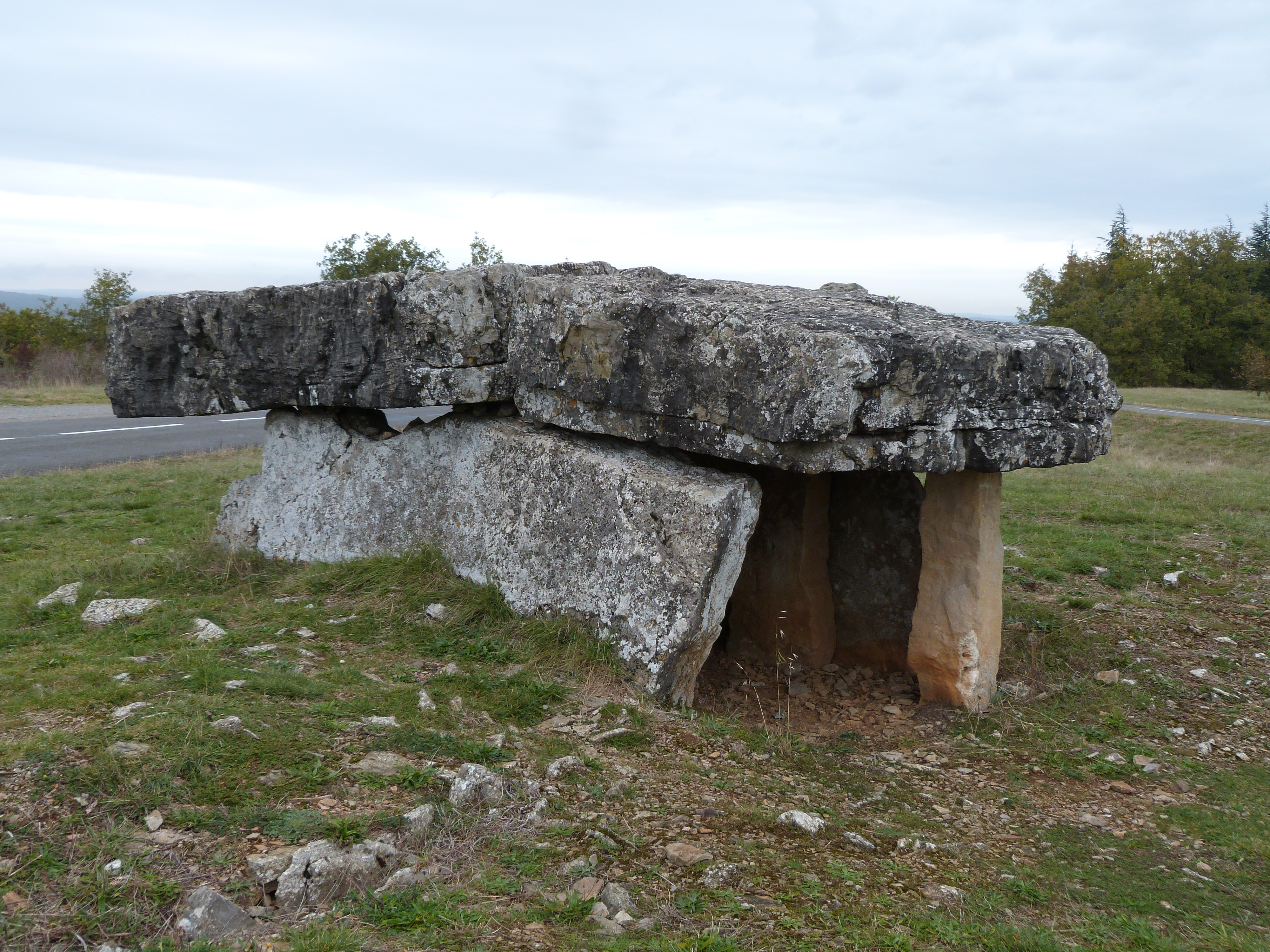
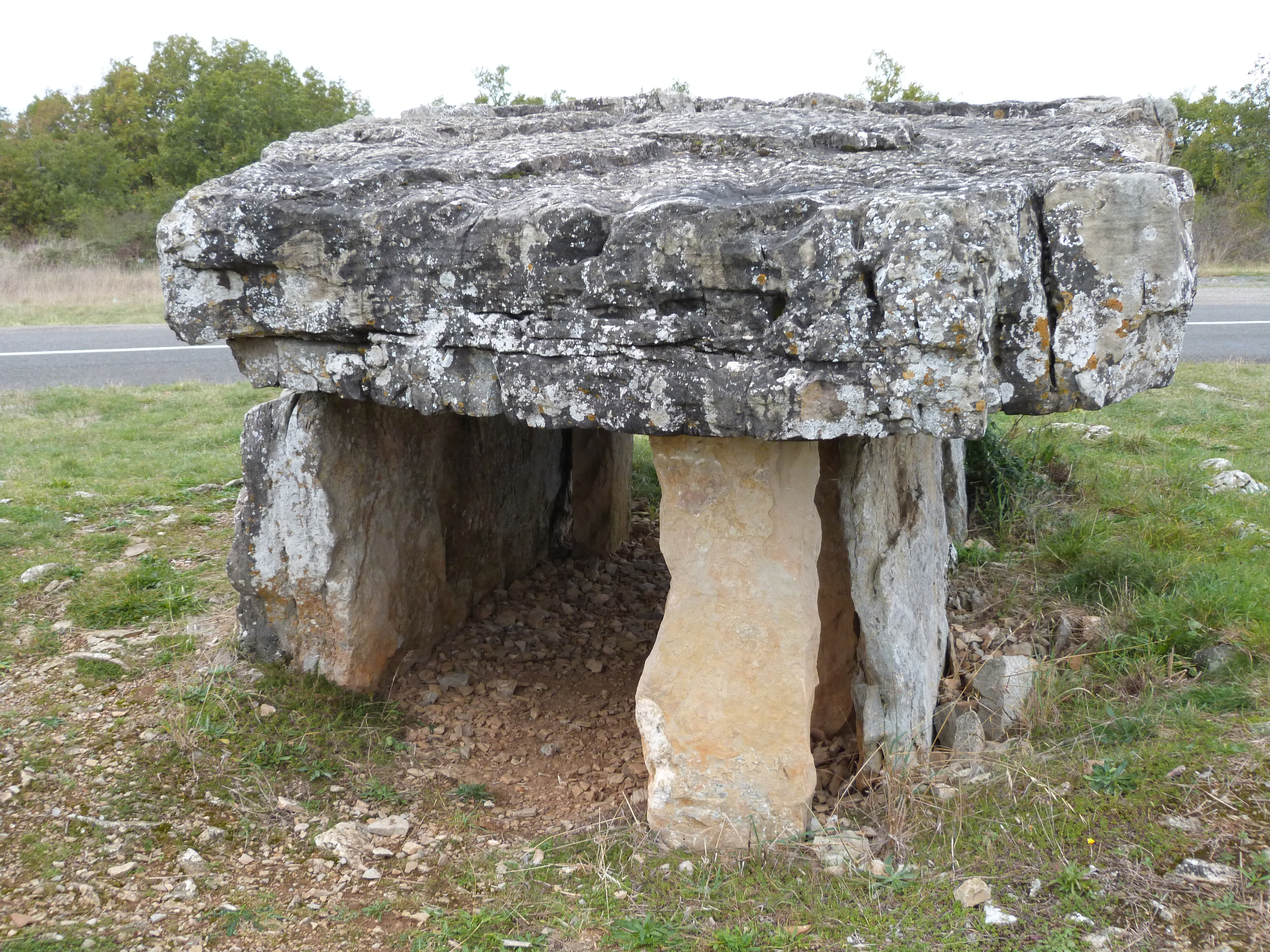
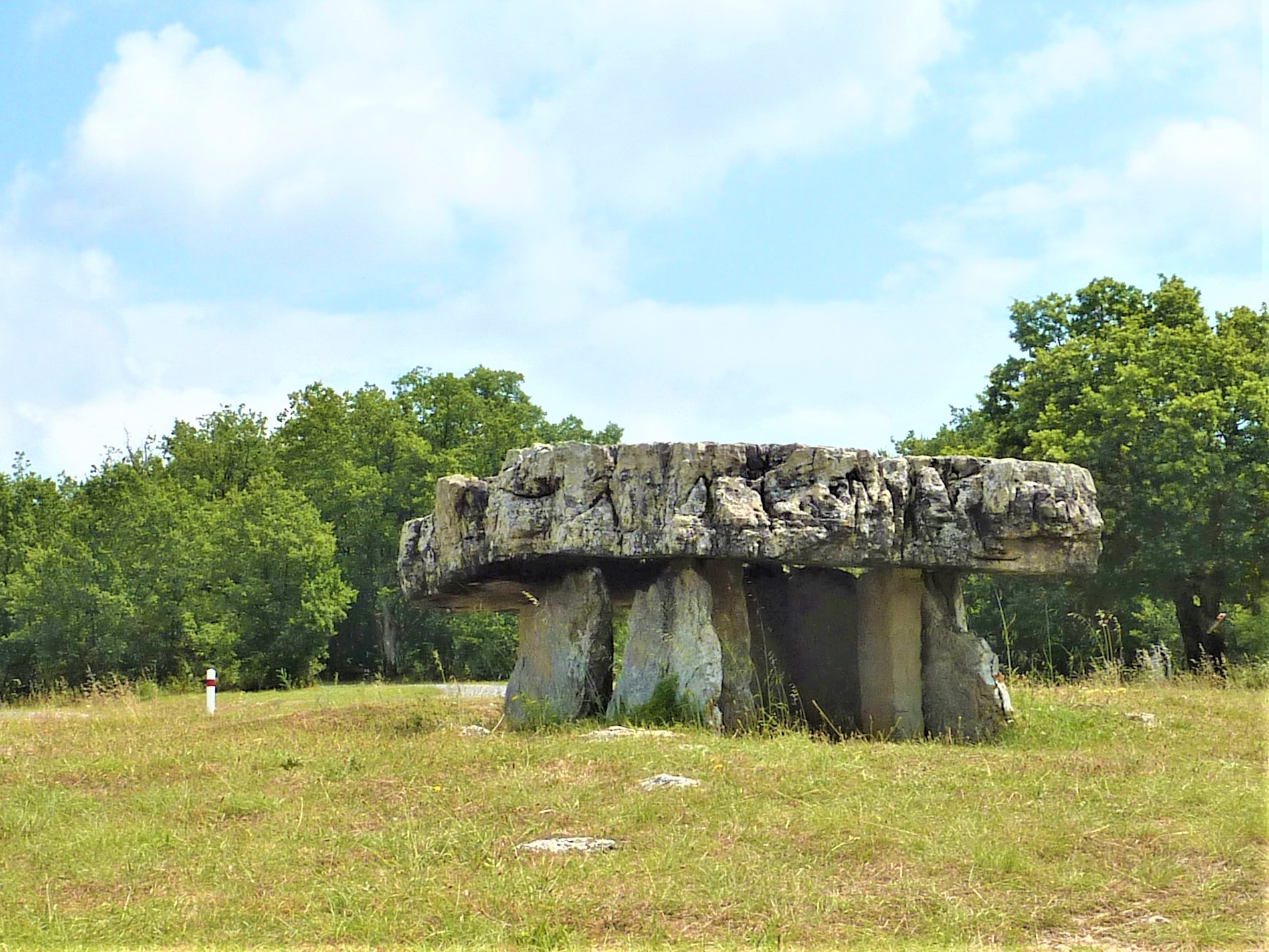